# Rubén Pérez Correa
Rubén Pérez Correa (Vigo, 1977) es un político e historiador español, actual secretario de Estado de Juventud e Infancia y coordinador de Esquerda Unida de Vigo.

## Biografía
Graduado en Historia por la Universidad de Santiago de Compostela. Miembro del comité directivo del Partido Comunista de Galicia desde 1997 y de su comité ejecutivo desde 2000. Activista de Comisiones Obreras desde 2004. Fue secretario de organización de la federación gallega del Partido Comunista de España, y de Esquerda Unida.
En la actualidad es coordinador local de Esquerda Unida en Vigo. Fue elegido candidato de Marea de Vigo para las elecciones municipales de 2015, 2019 y 2023. Tras las elecciones generales de 2023, fue nombrado secretario de Estado de Juventud e Infancia por la ministra Sira Rego.